# Bitter Automobile
Die Bitter Automotive GmbH (früher Erich Bitter Automobile GmbH und Bitter GmbH & Co. KG) mit Sitz in Ennepetal ist ein deutscher Automobilhersteller von Sondermodellen. Basis der Fahrzeuge sind Serienmodelle von General Motors, insbesondere von Opel.

## Geschichte

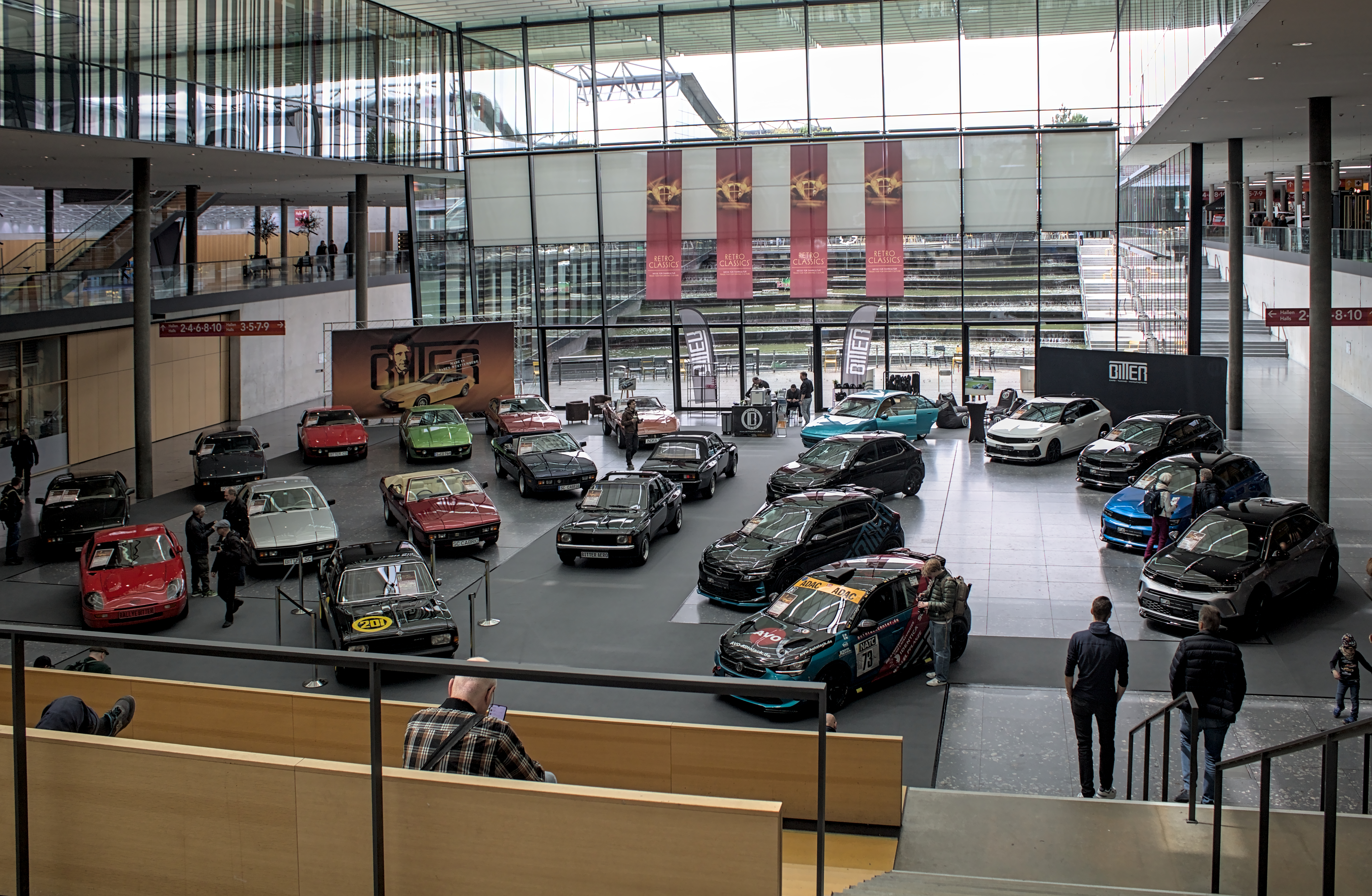
Sonderschau der Marke Bitter auf den Retro Classics 2024

Die Bitter GmbH & Co. KG wurde 1971 von Erich Bitter gegründet. Zuvor war Erich Bitter ab 1964 unter dem Namen Rallye Bitter als Generalimporteur von Fahrzeugen der Marke Abarth sowie als Importeur von Rennfahrerschutzbekleidung tätig.
1986 stellte Erich Bitter die Sportwagenproduktion ein und baute fortan Prototypen im Auftrag von Volkswagen und anderen Herstellern.

## Serienmodelle von Bitter

### Bitter CD

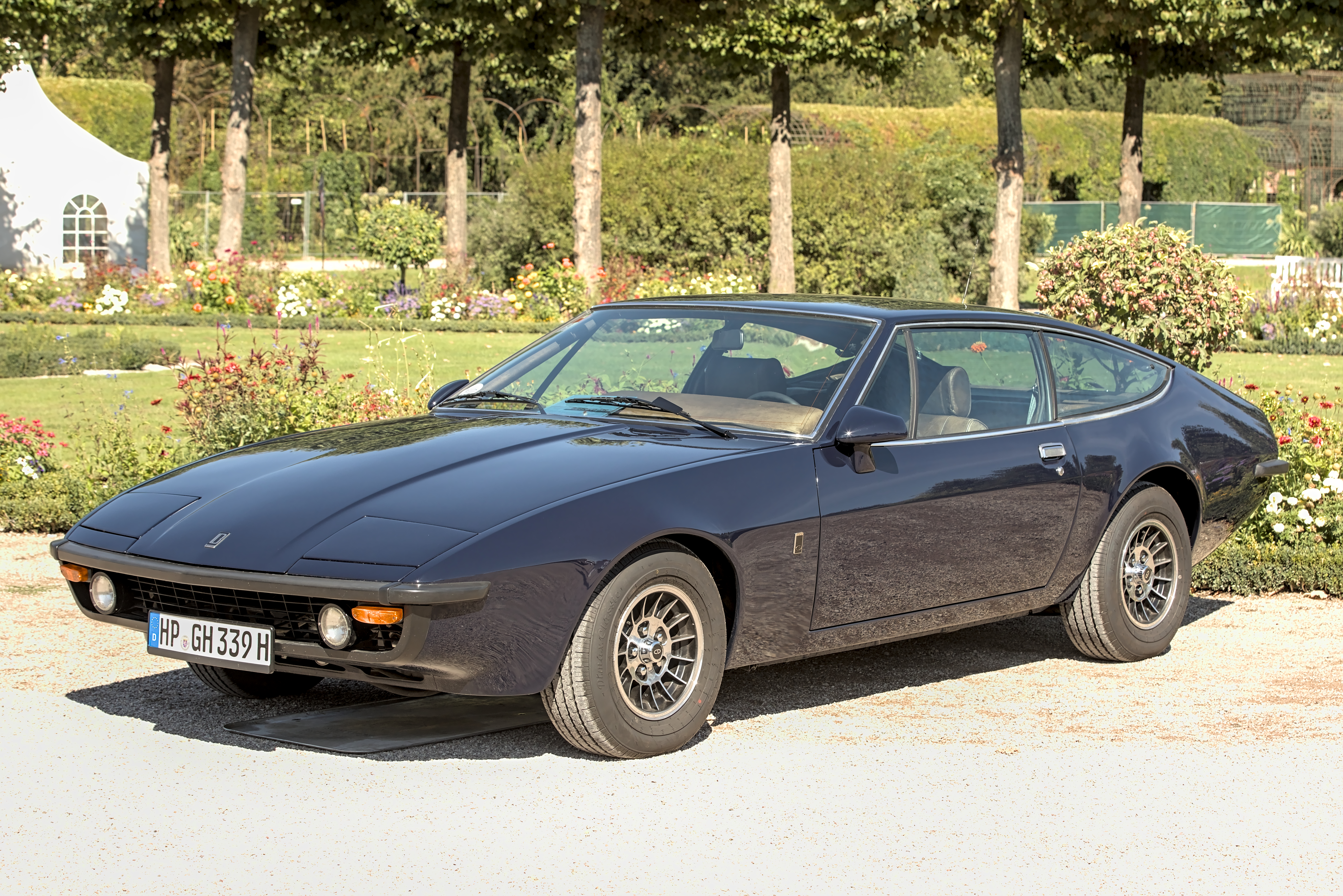
Bitter CD

Die ersten Fahrzeuge waren Fließheckcoupés auf der technischen Basis des Opel Diplomat B.
Der CD hatte den Achtzylinder-V-Motor von Chevrolet aus dem Opel Diplomat B mit 5354 cm³ Hubraum und einer Leistung von 169 kW (230 PS). Das Design seiner Karosserie geht auf eine Opel-Studie von 1969 und einen darauf aufbauenden Entwurf von Pietro Frua zurück. Die Form orientierte sich an den italienischen Sportwagen der damaligen Zeit; gestalterisches Vorbild war der Maserati Ghibli.
Der CD war auf dem europäischen Markt recht erfolgreich. Sein Vorteil war, dass er eine aufsehenerregende, italienisch anmutende Karosserie mit zuverlässiger europäischer Großserientechnik verband.
Vom Bitter CD (für „Coupé Diplomat“) wurden von Herbst 1973 bis Ende 1979 insgesamt 395 Exemplare hergestellt.

### Bitter SC

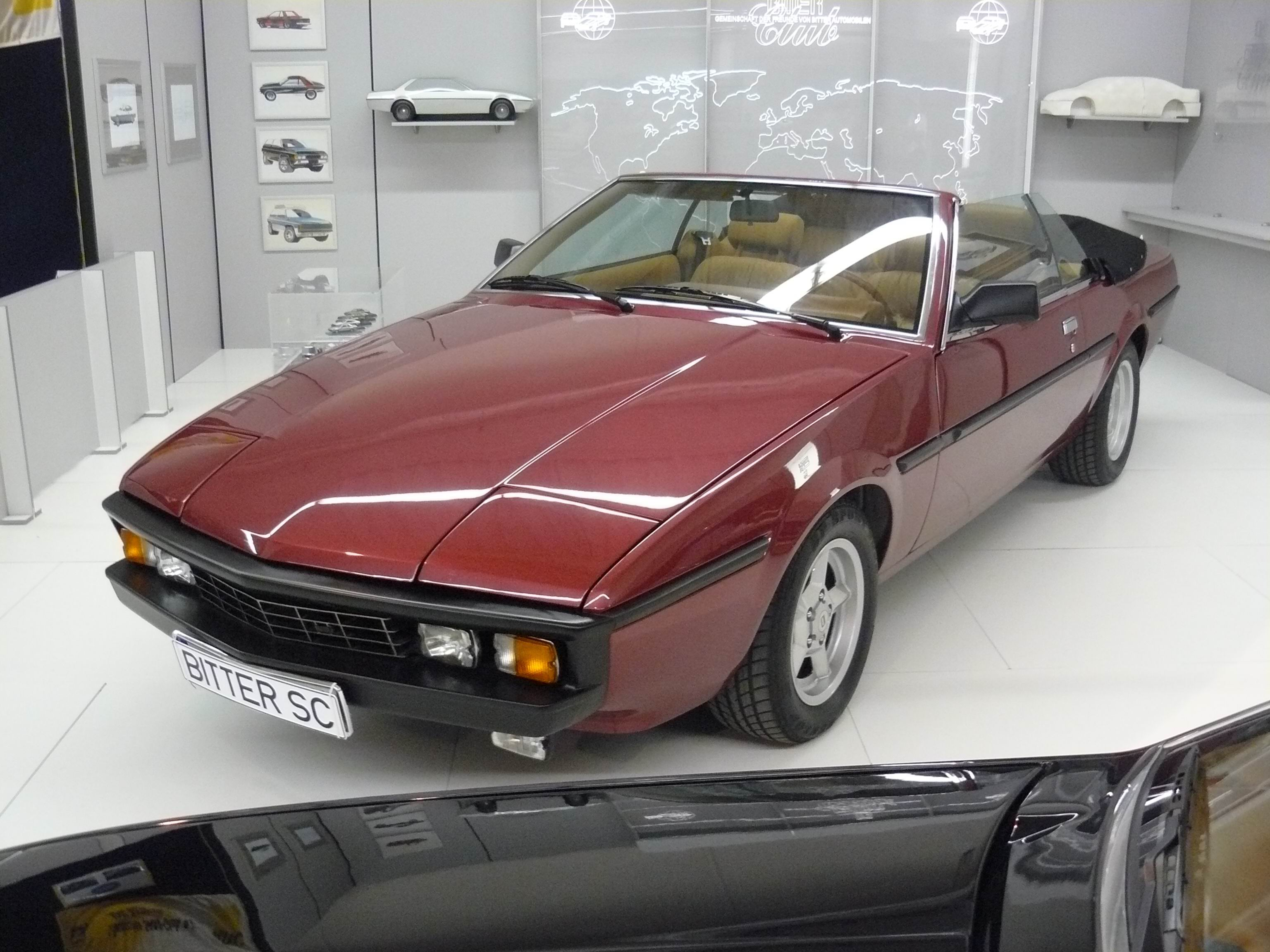
Bitter SC Cabrio

Nachfolger des CD war der im Frühjahr 1980 präsentierte Bitter SC, der auf der Basis des Opel Senator A entwickelt wurde.
Im Frühjahr 1983 folgte eine Cabriovariante und im Sommer 1985 wurde die Modellpalette durch die viertürige Stufenhecklimousine mit der Bezeichnung SC Sedan erweitert, von der nur fünf Stück (einschließlich eines Prototyps) hergestellt wurden.
Von Anfang 1981 bis Herbst 1989 wurden 488 Bitter SC gebaut.

### Bitter Vero (2008)

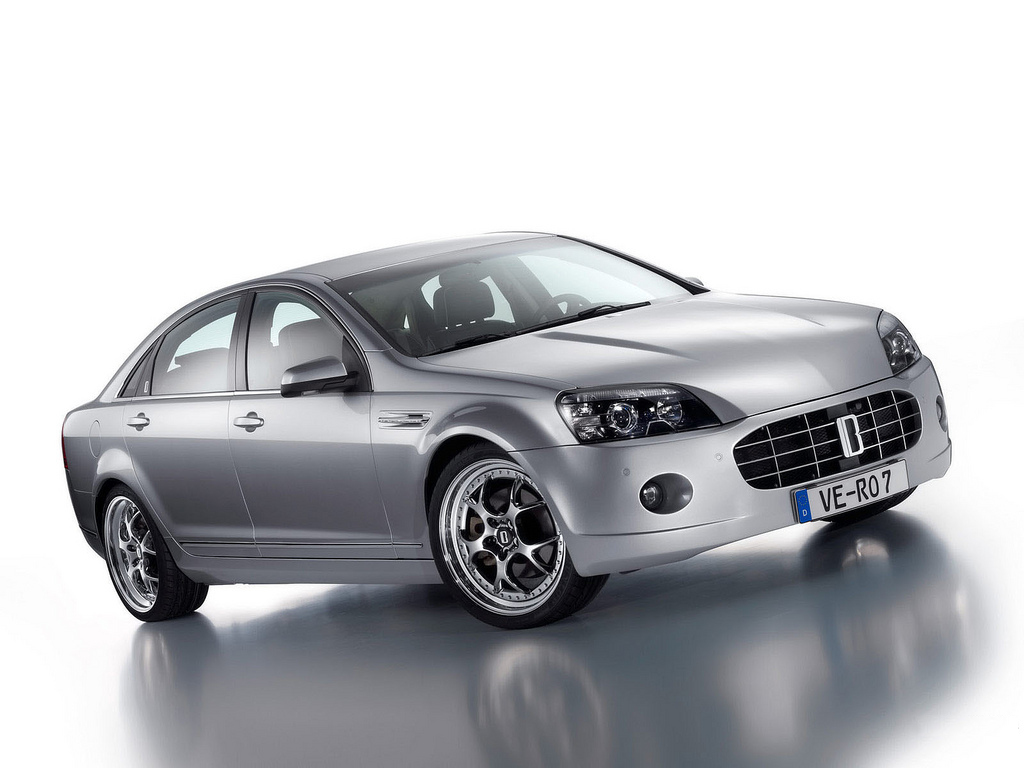
Bitter Vero

Der Bitter Vero ist ein optisch und technisch leicht veränderter Holden Statesman (Baureihe WM) aus Australien mit Linkslenkung und gehobener Ausstattung: Vom Ausgangsmodell unterscheidet er sich unter anderem durch die Motorhaube und den Kühlergrill in der Frontschürze, eine sportlichere Auspuffanlage und ein Sportfahrwerk. Angetrieben wird der Viertürer von einem Sechsliter-Chevrolet-V8 mit 278 kW (378 PS), der seine Kraft über eine Sechsgangautomatik an die Hinterräder überträgt. Zehn Fahrzeuge wurden hergestellt, neun existieren noch.
2009 entstand der Bitter Vero Sport, der auf dem Genfer Auto-Salon 2009 präsentiert wurde. Er ist eine Limousine auf der Basis des (kürzeren) Holden Commodore mit 6,2 Liter großem Achtzylindermotor und 320 kW (435 PS). Das Fahrzeug blieb ein Einzelstück.

### Bitter Insignia (2010)

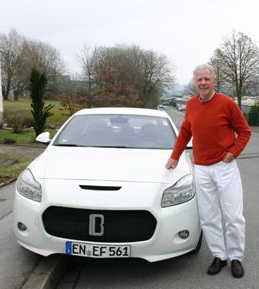
Erich Bitter und der Bitter Insignia

Im Sommer 2010 präsentierte Bitter eine luxuriöse Ausgabe des Opel Insignia mit unter anderem neu gestalteter Frontpartie und aufgewertetem Innenraum.
Motorisiert ist er mit dem aus dem Opel Insignia bekannten 2,8-l-Turbo mit 191 kW (260 PS).
Insgesamt wurden nur achtzehn „Insignia by Bitter“ gebaut, darunter die „Schwarze Witwe II“, ein Insignia OPC 5-Türer in Schwarzmetallic, sowie der „Bitter Nürburgring Edition“, ein roter Insignia-Turbo-4-Türer, beide sind Einzelstücke.
Unter den 16 anderen „Insignia by Bitter“ beträgt der Kombianteil circa 50 %, die andere Hälfte sind 5-Türer und ein 4-Türer in Schwarzmetallic mit 160-PS-Dieselmotor und Allradantrieb.

### Opel Adam, Opel Mokka und Opel „Cascada by Bitter“ (2014/2016/2018)

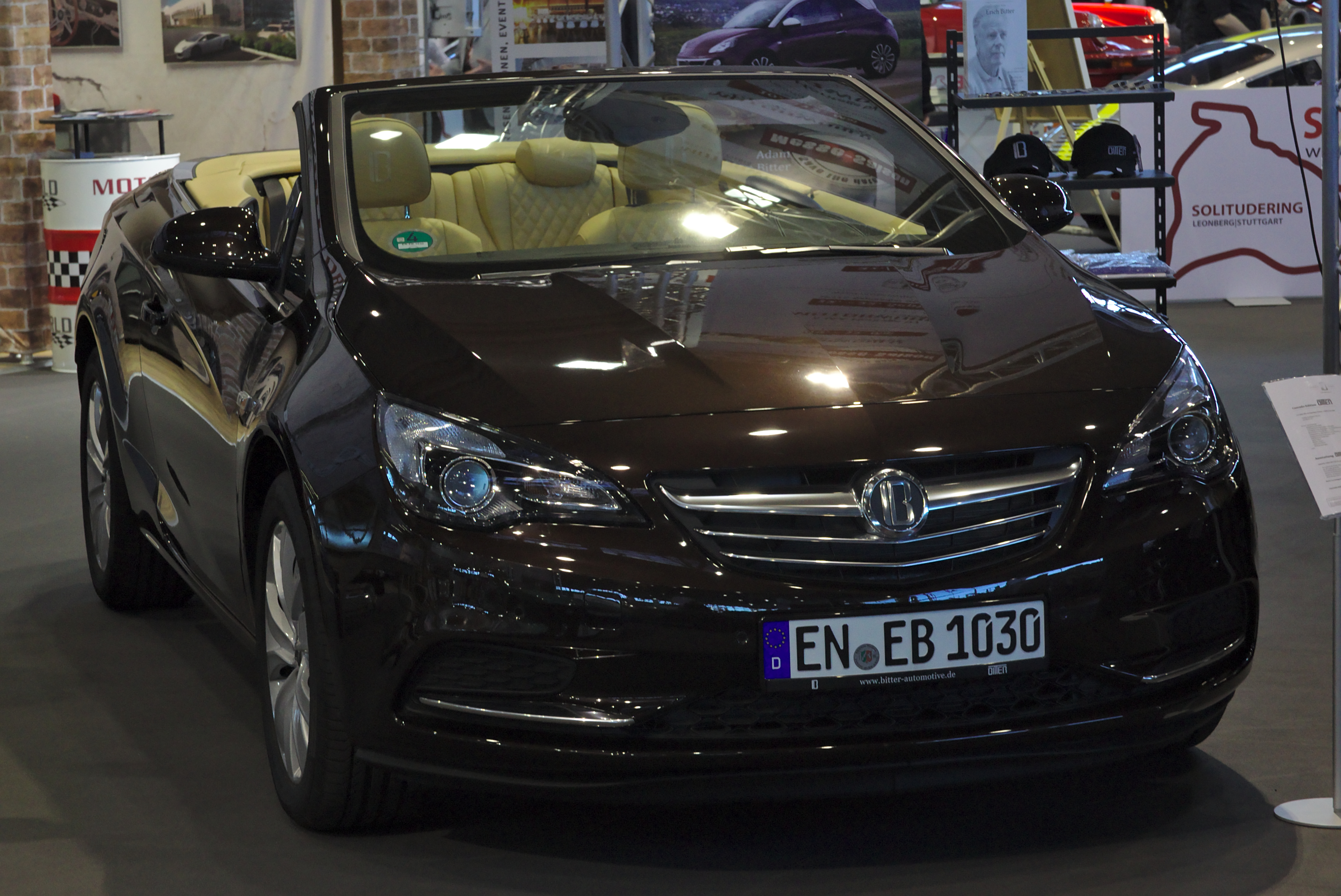
Bitter Cascada

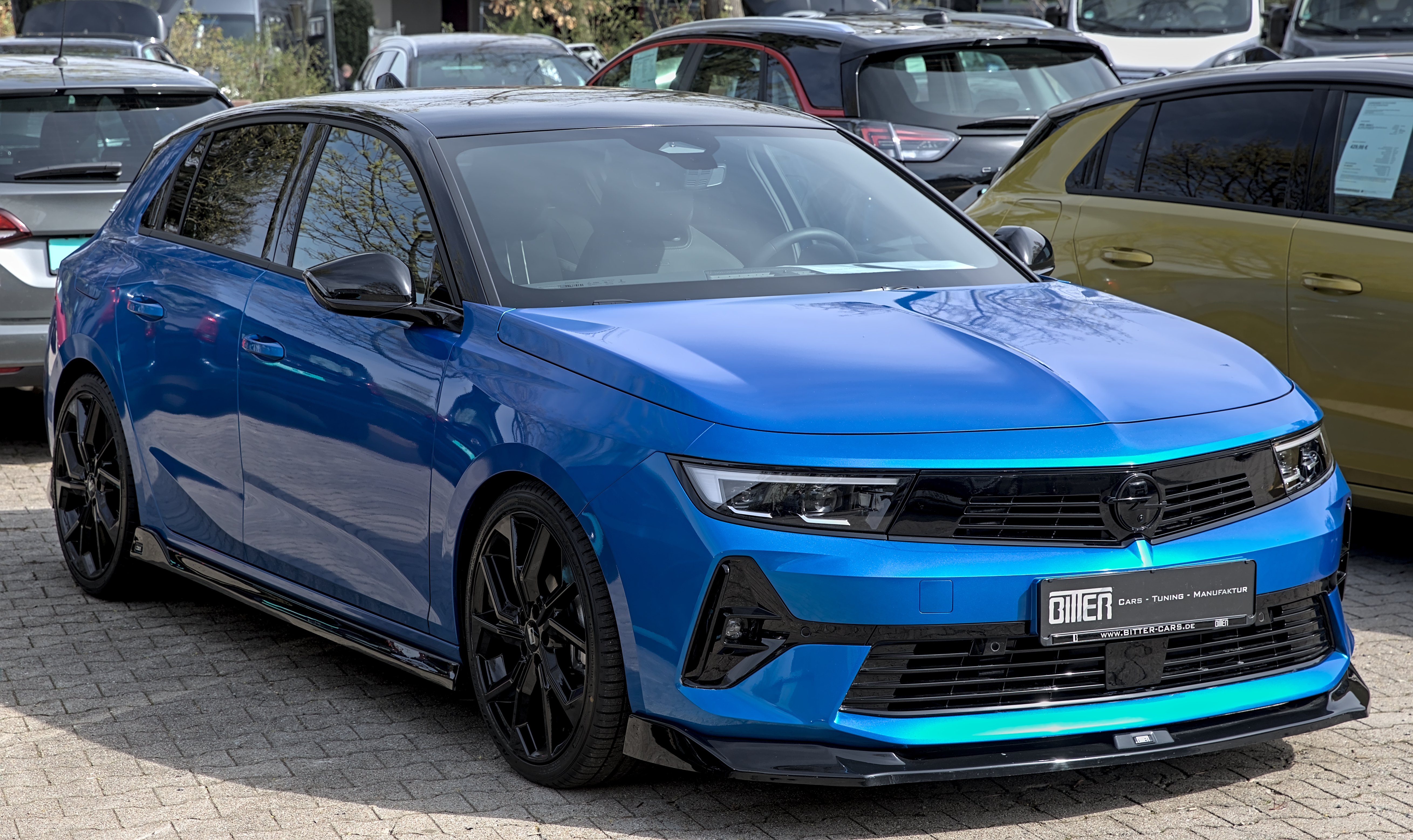
Bitter Astra

Ab April 2014 wurde der Opel Adam, ab April 2016 der Opel Mokka und ab 2018 der Opel Cascada jeweils mit optischen Modifikationen an Außen- und Innenausstattung mit dem Namenszusatz „by Bitter“ angeboten. Opel Grandland X, Opel Insignia B, Opel Corsa F und Opel Astra L folgten später.

## Prototypen und Konzepte
Neben den Serienmodellen stellte Bitter weiterhin Studien vor, die teilweise sogar Serienreife erlangten. Trotz wiederholter, teilweise vielversprechender Versuche gelang es ihm aber in keinem Fall, noch einmal eine Serienproduktion zu erreichen.

### Bitter Blazer (1976)
Der Bitter Blazer war eine Abwandlung des Chevrolet Blazer mit neuer, europäisierter Frontpartie mit waagerechten Stäben im Kühlergrill und Leuchteinheiten vom Opel Admiral B. Hinzu kam eine verfeinerte Innenausstattung. Er folgte dem Entwurf des Monteverdi Safari. Das Fahrzeug blieb ein Einzelstück.

### Bitter Rallye GT (1984)
Der Rallye GT war ein kompakter zweisitziger Sportwagen auf der Basis des Opel Manta. Er war von Bitter und Isdera entwickelt worden und hatte unter anderem ein herausnehmbares zentrales Dachteil im Targa-Stil. Erich Bitter prognostizierte einen Verkaufspreis von 40.000 DM. Allerdings nahm er von einer Serienproduktion Abstand, weil die Versorgung mit Ersatzteilen nicht langfristig gesichert war.

### Bitter Type 3 (1987)

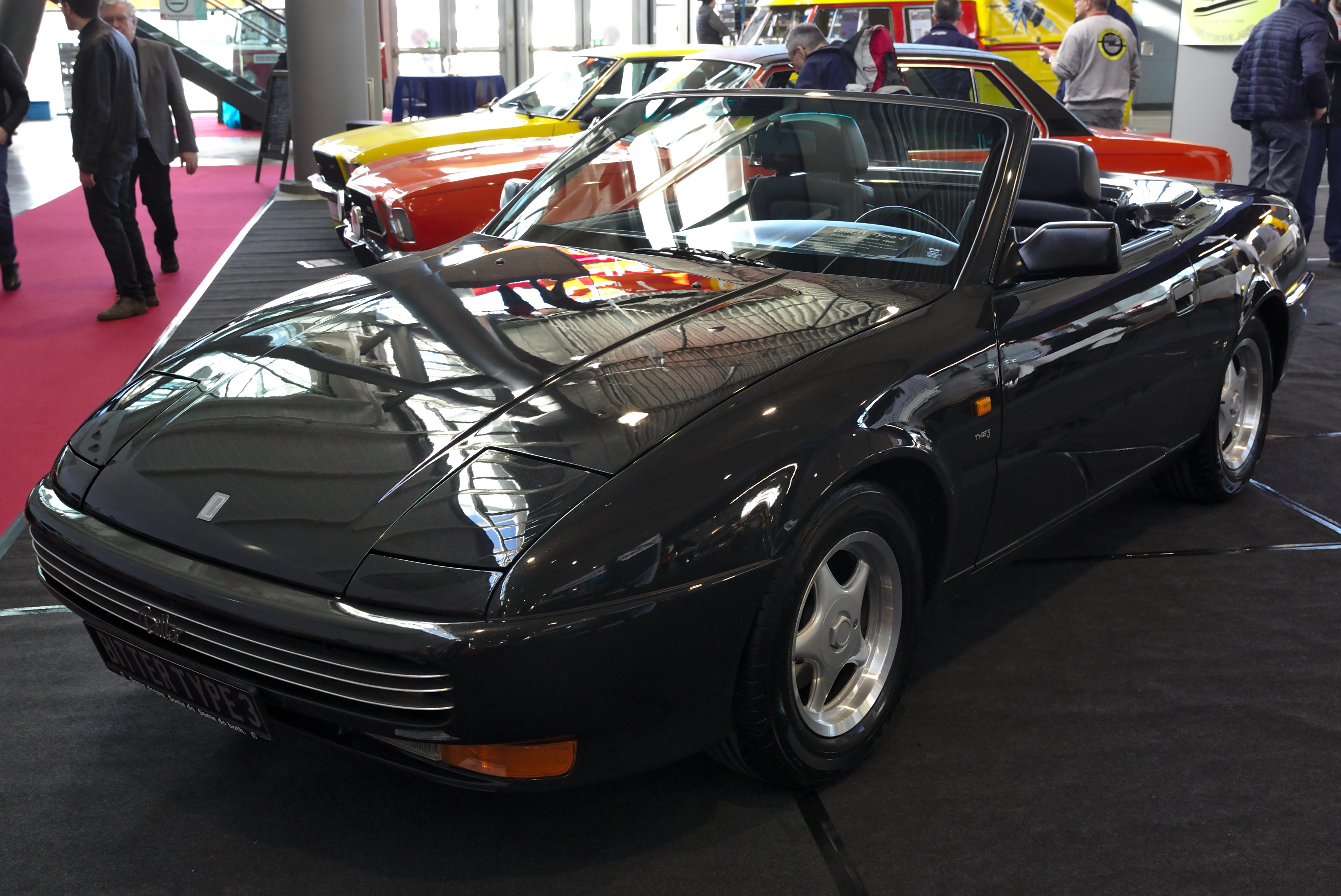
Bitter Type 3 auf den Retro Classics 2019

Der Bitter Typ 3 war ein 2+2-sitziges Cabriolet, das 1988 als Nachfolger des SC vorgestellt wurde und vor allem für den Verkauf in den USA vorgesehen war.
Technische Basis war der Opel Omega A, dessen Bodengruppe um 35 Millimeter verkürzt wurde. Die Karosserie hatte Bitter selbst entworfen; sie verfügte über Klappscheinwerfer und die runden Rückleuchten des Chevrolet Corvette C4. Als Antrieb war ein 3,0 Liter großer Sechszylinder von Opel vorgesehen, dessen Leistung in einem Verkaufsprospekt mit 177 PS angegeben wurde.
Insgesamt wurden fünf Prototypen hergestellt; die Karosserien wurden jeweils in Italien bei CECOMP aufgebaut. Der erste Prototyp war mit dem 3,9 Liter großen Sechszylinder aus dem Bitter SC ausgestattet, die späteren Modelle mit dem 3,0-Liter-Motor.
Anfänglich war geplant, den Verkauf in den USA über das Händlernetz von Isuzu zu organisieren. Es soll auch darüber nachgedacht worden sein, den Wagen als Isuzu zu vermarkten. Die GM-Planungen gingen dabei von 10.000 verkauften Einheiten pro Jahr aus. Ende 1988 wurden die ersten amerikanischen Verkaufsprospekte gedruckt, doch bevor die Produktion des Autos anlaufen konnte, zog GM seine Pläne zurück. Aus dem Type 3 wurde nichts; es blieb bei den fünf Prototypen, von denen noch zwei existieren. Die drei anderen wurden bei Crashtests zerstört.

### Bitter Type 3 Sedan (1987)
Ebenfalls auf der Basis des Opel Omega A entwickelte Bitter eine viertürige Limousine, deren Linien denen des Type-3-Cabriolets im Wesentlichen entsprachen. Von dem Sedan entstand lediglich ein Holzmodell.

### Bitter Tasco (1991)
Der Tasco war ein zweisitziger Mittelmotorsportwagen mit Antriebstechnik von Chrysler, den Bitter mit japanischer Finanzierung entwickelte. Die Karosserie war von Tom Tjaarda gestaltet worden. Eine Serienproduktion kam nicht zustande; vom Tasco wurden lediglich zwei Exemplare hergestellt.

### Bitter Berlina (1994)
Der Bitter Berlina war eine viertürige Sportlimousine auf der Basis des Opel Omega MV6, der in den Grundzügen dem Type 3 Sedan ähnelte. Auffallend war eine abfallende Frontpartie mit Klappscheinwerfern. An der Heckpartie wurden die Rückleuchten des Opel Calibra verwendet. Es gab nur einen Prototyp, der auf dem Genfer Auto-Salon 1994 vorgestellt wurde. Die Aufnahme der Serienproduktion scheiterte an der nicht gesicherten Finanzierung.

### Bitter CD 2 (2003)

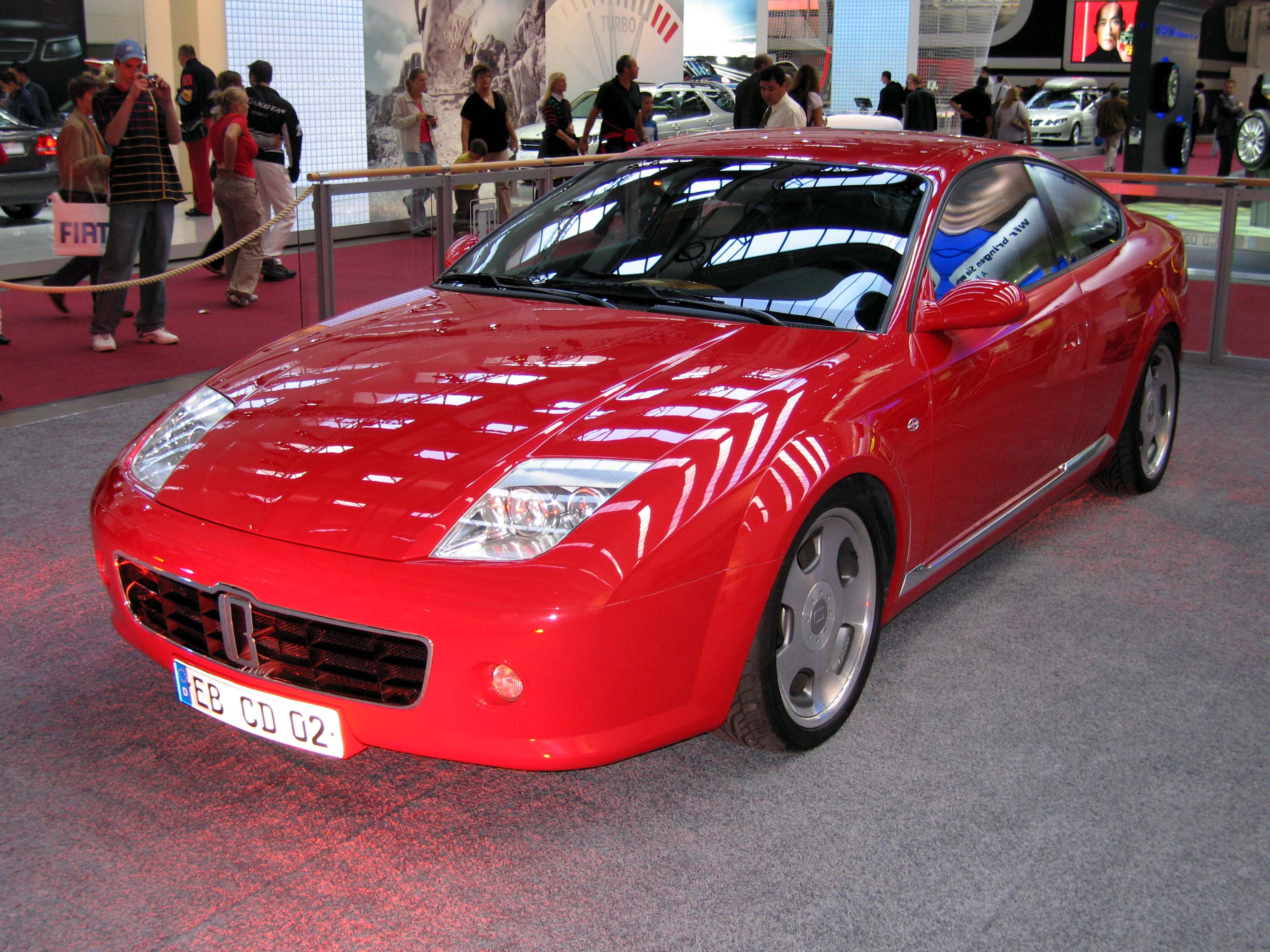
Bitter CD 2

Der CD2 war ein zweitüriges Fließheck-Coupé auf der Basis des australischen Holden Monaro bzw. des baugleichen Pontiac GTO. Das Fahrzeug wurde 2004 auf dem Genfer Auto-Salon vorgestellt. Es entstanden zwei Prototypen. Mit dem Modell Vero verfolgte Bitter den Plan weiter, stark motorisierte australische GM-Fahrzeuge für den europäischen Markt zu modifizieren.